# Robert Magnusson (ingenjör)
Robert "Bob" Ingemar Magnusson, född 19 augusti 1928 i Waynesboro, Pennsylvania, USA, död 31 augusti 2002 i Torps församling, Orust, Västra Götalands län, var en svensk professor och ingenjör.
Magnusson, som var son till ingenjör John Magnusson och Ella Österlind, avlade ingenjörsexamen vid tekniska gymnasiet i Göteborg 1947, utexaminerades från Chalmers tekniska högskola 1952, blev teknologie licentiat 1956 och teknologie doktor 1964. Han var ingenjör vid Televerket 1947–1948, blev assistent vid Chalmers tekniska högskola 1952, var forskningsassistent, biträdande lärare och t.f. laborator 1958, laborator i tillämpad elektronik där 1965, professor i elektrisk mätteknik 1966–1968 och i tillämpad elektronik 1968–1993. Han var högskolans prorektor 1974–1983.  
Magnusson var gästprofessor vid University of Michigan 1965–1966 och president i International Organization of Medical Physics från 1972. Han författade skrifter i signalteori, elektrisk kretsteknik, elektrisk mätteknik och medicinsk elektronik. Han invaldes som ledamot av Kungliga Ingenjörsvetenskapsakademien 1980, av Kungliga Vetenskaps- och Vitterhetssamhället i Göteborg 1984 och tilldelades Chalmersmedaljen 1994.
Robert Magnusson var Chalmersspexets Inspextor 1968-93. Han värnade och främjade kontinuitet och utveckling. Bob såg spexarna inte bara som teknologer utan även som ambassadörer för skolan varför han var mån om att kvalitetssäkra varje års spex, framförallt textmässigt.